# Pista ciclabile della Riviera delle Palme
La pista ciclabile della Riviera delle Palme è un percorso ciclo-pedonale di circa 18 km che si sviluppa interamente in provincia di Ascoli Piceno, si estende fra i comuni di Cupra Marittima, Grottammare e San Benedetto del Tronto e viceversa, in sede protetta e illuminate o lungo strade a traffico ridotto.Prende il nome dal omonimo tratto di costa marchigiana. L'opera si inserisce nel progetto, più ampio, della Ciclovia Adriatica (che in futuro dovrebbe unire Trieste con Santa Maria di Leuca).

## Descrizione
Il percorso della ciclabile da nord verso sud, costeggia in ambo le direzione il mare Adriatico, ha come punto di inizio nei pressi del Museo malacologico piceno a Cupra Marittima. In direzione sud si disloca su di un tratto di ciclabile fra la Ferrovia Adriatica e l'arenile a ridosso del mare Adriatico, che collega Cupra a Grottammare.
Nella cittadina Grottammarese, percorsa da oltre 11 km di piste ciclabili venendo da Cupra Marittima si attraversa il 43º parallelo nord, la ciclabile si sviluppa per circa 5,5 km, attraversando il fiume Tesino, si percorre il lungomare sud fino alla confinante città di San Benedetto del Tronto.

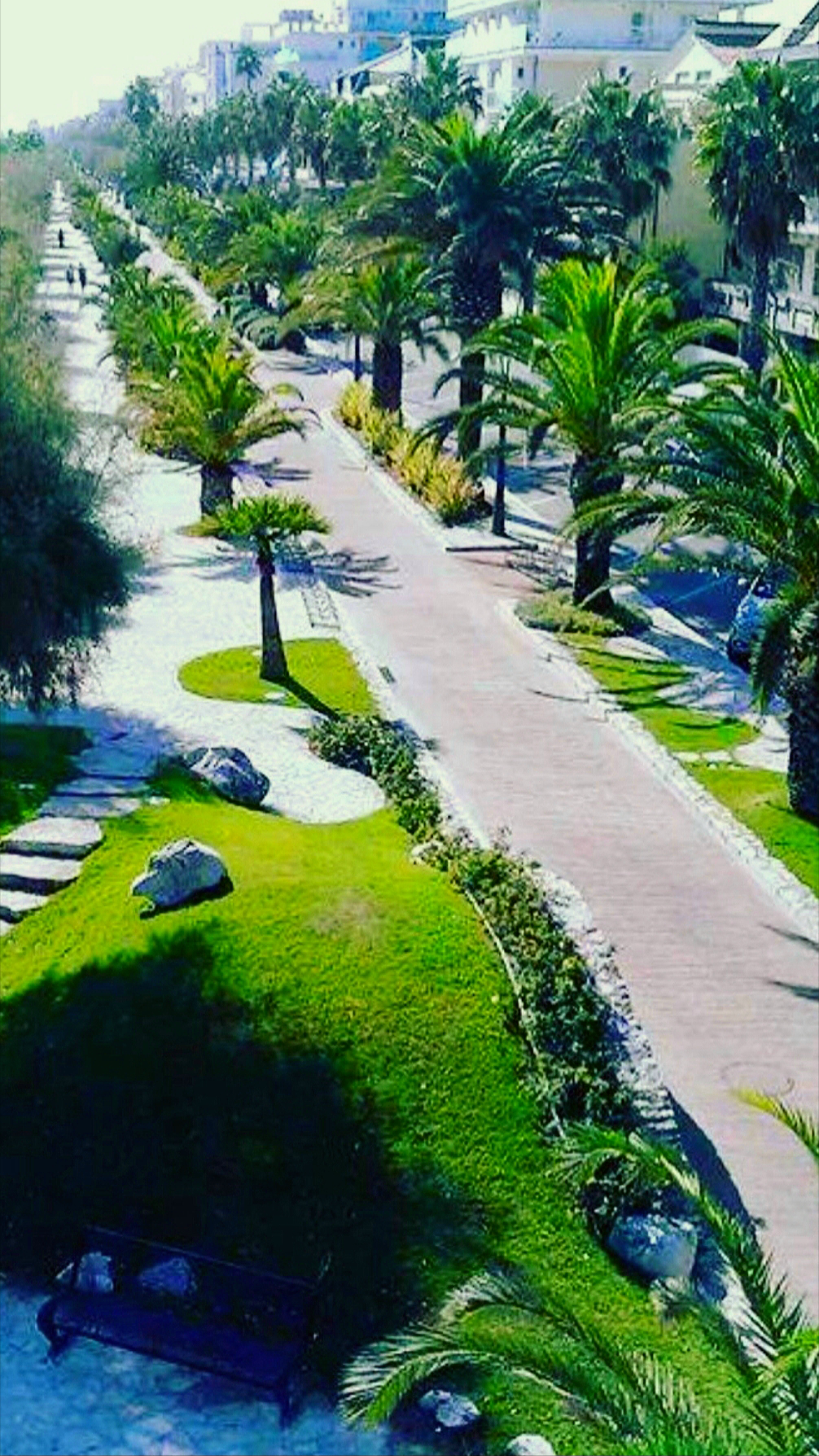
San Benedetto del Tronto, tratto pista ciclabile sul lungomare

Nella città di San Benedetto del tronto, percorsa da una rete di piste ciclabili per un totale di oltre 15 km, è possibile percorrerla senza interruzioni da nord,dove presenta un collegamento con la pista ciclabile di Grottammare, a sud, passando sul lungomare, immergendosi all'interno del parco della Sentina. 

## Collegamento con altri percorsi ciclabili e pedonali
La pista ciclabile della Riviera delle Palme è inserita nel Corridoio Verde Adriatico, la pista ciclabile che costeggia la riviera adriatica e che attraversa sette regioni dal Friuli-Venezia Giulia alla Puglia.
Dalla Ciclovia Adriatica (nei pressi della Riserva naturale regionale Sentina) si dirama poi la Ciclovia Salaria, un percorso ciclistico che, una volta completato, andrà a collegare la costa adriatica con Roma e con la costa tirrenica (a Ostia) seguendo da vicino l'itinerario dell'antica Via Salaria.

## Aree naturalistiche attraversate
A San Benedetto del Tronto la pista ciclabile passa all'interno dell'area naturalistica della Sentina.

## Tracciato
Il tracciato può effettuato in ambo le direzioni, Nord verso Sud e Sud verso Nord, per la possibilità di circolare in bici in doppio senso di marcia. 
| Da                                                          | A                                                                                    | km   | Progressivo | Fondo                                                    | note                                                                               |
| Cupra Marittima (Museo malacologico piceno)                 | Grottammare (zona nord/43º parallelo)                                                | 3,7  | 3,7         | asfalto/cemento                                          | realizzato e percorribile                                                          |
| Grottammare (zona nord/lungomare della Repubblica)          | Grottammare (ponte sul Tesino/zona sud)                                              | 5,5  | 9,2         | asfalto/cemento                                          | realizzato e percorribile                                                          |
| Grottammare (zona sud/lungomare Alcide De Gasperi)          | San Benedetto del Tronto (zona Porto) con passaggio nell'ex Stadio Fratelli Ballarin | 2    | 11,2        | asfalto/cemento                                          | realizzato e percorribile                                                          |
| San Benedetto del Tronto (zona Porto/Lungomare)             | Porto d'Ascoli (rotonda Salvo D'Acquisto)                                            | 4,1  | 15,3        | asfalto/cemento                                          | realizzato e percorribile                                                          |
| Porto D'Ascoli (rotonda Salvo D'Aquisto/via del Cacciatore) | Riserva naturale regionale Sentina (fiume Tronto)                                    | 2,57 | 17,9        | strade comunali/percorsi ciclopedonali (asfalto/ghiaino) | realizzato e percorribile, da realizzare il ponte ciclo-pedonale sul fiume Tronto. |

## Altri percorsi cicloturistici
Nella Riviera delle Palme è possibile effettuare anche alcuni percorsi cicloturistici su strade comunali nella campagna circostante, a contatto con la natura:
- Anelli Piceni: un gruppo di cinque percorsi ad anello denominati Corbezzolo, Ginestra, Rovo, Carpino e Mirto da percorrere in bicicletta da sterrato o Mountain bike, con partenza da Cupra Marittima conducono e collegano i limitrofi comuni di Massignano e Ripatransone.
- Parco ciclistico “Daniela Calise”: situato a Grottammare è attrezzato con 630 metri di pista all’interno di un parco riservato all’esercizio e alla pratica ciclistica;
- Percorso ciclabile Valtesino : itinerario di circa 1,4 km che si svolge lungo la Valtesino di Grottammare, collega la perifieria con il litorale;
- La ciclable di Viale dello Sport di San Benedetto del Tronto: costeggia il lungo viale cittadino che collega internamente , ad ovest della Ferrovia Adriatica, il nord e il sud del comune per circa 2,5 km.
- Risalita lungo l'argine nord del fiume Tronto: itinerario di circa 17,5 km lungo l'argine del Tronto, sponda marchigiana (nord). Si snoda dal confine sud est di San Benedetto del Tronto nei pressi del Raccordo autostradale 11 fino Villa San Giuseppe, frazione di Colli del Tronto.